# Метте, Виталий Леонидович
Виталий Леонидович Метте (5 января 1947, деревня Козлушка — 4 июля 2003, Астана) — политический, общественный и государственный деятель Казахстана, известный учёный, академик Международной академии минеральных ресурсов и Академии минеральных ресурсов Республики Казахстан, бывший аким Восточно-Казахстанской области, президент совета директоров ОАО «Национальная компания „Казахстан инжиниринг“». По национальности — русский. Лауреат Государственной премии Российской Федерации (1994).

## Биография
Родился 5 января 1947 года в деревне Козлушка Зыряновского района Восточно-Казахстанской области.
1965—1970 — Окончил Севастопольское высшее военно-морское инженерное училище, военный инженер-механик. Кандидат технических наук.
С июня 1970 года — командир группы воинской части № 31217-2 Тихоокеанского Флота, оператор атомного реактора на подводной лодке, г. Петропавловск-Камчатский-2.
С июля 1974 года — ассистент кафедры начертательной геометрии Усть-Каменогорского строительно-дорожного института.
С ноября 1974 года — приборист, мастер смены, старший инженер-технолог цеха № 8, начальник цеха № 10, директор Ульбинского металлургического завода Восточно-Казахстанской области.
Январь 1989 года — директор производственного объединения «Ульбинский металлургический завод» (город Усть-Каменогорск)
С августа 1990 года — генеральный директор производственного объединения «Ульбинский металлургический завод».
С марта 1994 года — депутат Восточно-Казахстанского областного маслихата от Центрального округа № 4 города Усть-Каменогорска (опередил 6 соперников).
С апреля 1994 года — председатель постоянной комиссии областного маслихата по бюджету и экономической реформе.
С сентября 1994 года — президент государственной холдинговой компании «Ульба».
Октябрь 1994 года — заместитель премьер-министра Республики Казахстан.
С декабря 1994 года — одновременно, заместитель председателя Высшего консультативного Совета по науке и технике Республики Казахстан.
С марта 1995 года — первый заместитель Премьер-министра Республики Казахстан.
В 1995—1996 годах — Президент Союза промышленников и предпринимателей Казахстана.
С марта 1996 года — вице-президент компании «Ivedon International Ltd».
С марта 1997 по 17 апреля 1997 года — последний аким Семипалатинской области.
С 17 апреля 1997 по 26 февраля 2003 года — аким Восточно-Казахстанской области (его сменил Абайдильдин, Талгатбек Жамшитович).
13 марта 2003 года — Постановлением Правительства РК был назначен и до последнего дня являлся президентом отечественного военно-промышленного холдинга — Национальной компании ОАО «Казахстан инжиниринг».
В ночь с 3 на 4 июля 2003 года скоропостижно скончался от тяжёлой болезни. Похоронен в Усть-Каменогорске.

## Награды и премии
Почётный гражданин Кокпектинского района Восточно-Казахстанской области (22 января 1999 года).
Награждён орденом «Парасат» (2000).
Лауреат Государственной премии России в области науки и техники «за разработку металлургических основ и создание промышленного производства сверхпроводимых металлов» (1994).
В память был создан «Общественный фонд памяти Виталия Метте».